# Julie von Hauke
Julie Teresa von Hauke (plným německým jménem Julia Teresa Salomea Hauke, 12. listopadu 1825, Varšava – 19. září 1895, zámek Heiligenberg) byla manželka Alexandra Hesensko-Darmstadtského (1823-1888), matka knížete Alexandra I. Bulharského a předek královských rodin Španělska a Velké Británie.

## Biografie
Narodila se jako dcera hraběte Hanse Moritze von Hauke (1775–1830) a jeho manželky Sophie (rozené Lafontaine). Její otec byl profesionální německý voják, který bojoval v Napoleonově vojsku v Rakousku, Itálii, Německu a Španělsku. Později přešel pod jinou vlajku a spojil se s Rusy. Car Mikuláš I. uznal jeho zásluhy a vyslal ho jako svého legáta na ministerstvo války do Kongresového Polska, povýšiv ho současně do šlechtického stavu na hraběte.
Za revoluce v roce 1830 v Polsku, během Listopadového povstání, velkokníže Konstantin Pavlovič, polský místokrál de facto, nařídil ústup, ale hrabě Hauke zemřel, byv zasažen na varšavské ulici výstřelem nějakého kadeta. Jeho manželka zemřela záhy po něm a jejich děti zůstaly pod poručnictvím cara.
Sloužila jako dvorní dáma carevny Marie Alexandrovny, manželky cara Alexandra II. a sestry prince Alexandra Hesensko-Darmstadtského, do něhož se zamilovala při jeho návštěvě u sestry. Car nesouhlasil s vztahem svého švagra s touto obyčejnou dvorní dámou (třebaže jeho původ, stejně jako původ carevny, byl spojen se skandálem – jejich biologickým otcem nebyl manžel jejich matky Vilemíny Bádenské Ludvík II. Hesenský, ale její milenec, baron August Ludwig von Senarclens-Grancy; Ludvík však obě děti ve snaze zabránit skandálu uznal za svoje) – bylo nepředstavitelné, že by osoba blízká carské rodině vstoupila v manželství s obyčejnou hraběnkou. Gothajský almanach, soubor genealogických příruček evropských panovnických a šlechtických rodů, byl v tomto směru (tj. ohledně charakteru manželských svazků) zcela nesmlouvavý. Alexandr odjel do Anglie ujasnit si svou budoucnost a vrátil se do Ruska rozhodnut: s Julií utekli do Vratislavi v Dolním Slezsku, kde v 28. října roku 1851 uzavřeli v reformovaném kostele manželství.
Manželství bylo ovšem považováno za morganatické, neboť Julie nebyla rovného postavení se svým manželem. Proto byly jejich děti vyloučeny z následnictví hesensko-darmstadtského trůnu a dostaly jméno po své matce, již bratr jejího manžela, velkovévoda Ludvík III. Hesensko-Darmstadtský, jmenoval roku 1851 hraběnkou z Battenbergu, v roce 1858 ji pak povýšil na dědičnou kněžnu z Battenbergu. Děti Julie a Alexandra byly rovněž povýšeny na knížata; tak se jméno Battenberg stalo součástí hesenského panovnického domu.
V roce 1875 konvertovala od katolictví k luteránství.

## Potomci
Z manželství vzešlo pět dětí, které zdědily titul a jméno po své matce:
- Marie z Battenbergu (15. února 1852 – 20. června 1923) ⚭ 1871 kníže Gustav z Ernbach-Schönbergu (17. srpna 1840 – 29. ledna 1908)
- Ludvík z Battenberku (24. května 1854 – 11. září 1921), admirál, první námořní lord v letech 1912–1914, ⚭ 1884 Viktorie Hesensko-Darmstadtská (5. dubna 1863 – 24. září 1950)
- Alexandr I. z Battenbergu (5. dubna 1857 – 23. října 1893), bulharský kníže v letech 1879–1886, ⚭ 1889 Johanna Loisingerová (18. dubna 1865 – 20. července 1951)
- Jindřich z Battenberku (5. října 1858 – 20. ledna 1896), britský plukovník a princ, ⚭ 1885 princezna Beatrix Sasko-Koburská (14. dubna 1857 – 26. října 1944)
- František Josef z Battenberku (24. září 1861 – 31. července 1924), ⚭ 1897 Anna Černohorská (18. srpna 1874 – 22. dubna 1971)

Přes všechny výše uvedené skandály byla rodina Battenbergů akceptována evropskou šlechtou a její příslušníci se včlenili do nejvýznamnějších evropských panovnických domů. Mezi potomky rodiny náleželi a náleží např.:
- Ena z Battenberku – španělská královna, manželka španělského krále Alfonse XIII.
- Luisa z Battenberku – švédská královna, manželka švédského krále Gustava VI. Adolfa.
- Philip, vévoda z Edinburghu, manžel anglické královny Alžběty II. (vnuk Ludvíka Battenberga) a potažmo i jeho synové a vnukové, následníci trůnu Velké Británie, princ William a princ Harry.

Nejstarší syn Alexandra a Julie, Ludvík z Battenbergu, který se oženil s vnučkou britské královny Viktorie, si za 1. světové války v důsledku protiněmeckých nálad ve veřejnosti změnil jméno na jeho anglickou podobu Mountbatten, stejně jako jeho vnuci, princ Henri a princezna Beatrix.